# 안톤 옐리자로프
안톤 올레고비치 옐리자로프 (러시아어: Антон Олегович Елизаров; 1981년 5월 1일 출생), 전쟁 가명 "로토스"(러시아어: Лотос, 문자적으로: 연꽃)로도 알려진 그는 러시아 용병 지도자이자 군 장교이며, PMC 바그너 그룹의 지휘관 중 한 명이다. 그는 러시아 연방영웅, 도네츠크 인민공화국 영웅 및 루한스크 인민공화국 영웅 훈장을 받았다.

## 생애
안톤 올레고비치 옐리자로프는 1981년 5월 1일 소련의 로스토프주에서 태어났다.
1998년 그는 울리야놉스크 근위 수보로프 군사학교를 졸업했다. 2003년에는 랴잔 육군 고급공수지휘학교를 졸업했다. 2003년부터 그는 제7근위 공수사단에서 공수 소대장으로 복무했다.
2014년, 그는 재산죄에 대한 크라스노다르 주둔군 군사 법원의 판결(러시아 형법 제4.159조)로 군에서 해고되었다. 그는 3년의 집행유예를 선고받았고 10만 루블의 벌금을 지불했다.
해고된 후 그는 바그너 그룹에 합류했다. 그는 시리아 내전의 러시아 군사 개입에 참여했다. 2016년부터 2019년까지 중앙아프리카 공화국에서 교관으로 일했다. 2021년에는 리비아에서 돌격대대를 지휘했다. 러시아의 우크라이나 침공 초기부터 그는 참전했다. 옐리자로프는 솔레다르 시에 대한 솔레다르 공세를 이끌었으며, 바흐무트 공성전 동안 바그너 부대를 지휘한 것으로 알려져 있다. 2022년 블라디미르 푸틴의 비공개 명령에 따라 우크라이나 전투에서 보여준 "용기와 영웅주의"로 러시아 연방영웅 칭호를 받았다.
2023년 2월 25일부터 옐리자로프는 유럽 연합의 모든 국가의 제재를 받았다.
예브게니 프리고진이 2023년 8월 23일 2023년 바그너 그룹 항공기 추락 사고로 사망한 후, 옐리자로프가 바그너 PMC의 새 지휘관이 되었다는 소문이 돌았다. 2023년 8월 26일, PMC 바그너는 옐리자로프가 새 지도자로 임명되었다는 사실을 부인했다. "바그너 오케스트라"의 공식 텔레그램 채널은 옐리자로프가 실제로 회사의 전투 및 훈련 업무를 관리했지만, 바그너의 수장 직책에는 임명되지 않았다고 밝혔다. 그러나 현재 그의 위치는 이미 조직에서 가장 높은 직위이다.

### 사망 주장
일부 러시아 바그너 관련 텔레그램 채널은 옐리자로프가 2024년 7월 틴자우아텐 전투 중에 사망했다고 보도했지만, 그의 사망은 독립적으로 확인되지 않았다. 텔레그램에서 콜로넬카사드(Colonelcassad)로 알려진 러시아의 종군 기자 보리스 로진에 따르면, 옐리자로프는 포로로 잡혔다가 이미 교환되었다. 옐리자로프의 운명에 대한 신뢰할 수 있고 확인된 정보는 아직 없다.

## 개인 생활
옐리자로프는 결혼하여 딸이 한 명 있다.

## 수상
- 루한스크 인민공화국 영웅;[2]
- 도네츠크 인민공화국 영웅;[2]
- 러시아 연방영웅,[2]

## 내용주
1. ↑  또는 엘리자로프